# Urzy
Urzy ist eine französische Gemeinde mit 1735 Einwohnern (Stand 1. Januar 2022) im Département Nièvre in der Region Bourgogne-Franche-Comté; sie gehört zum Arrondissement Nevers und zum Kanton Guérigny.

## Geographie
Die Gemeinde liegt im Tal der Nièvre kurz vor deren Einmündung in die Loire, rund sieben Kilometer nordöstlich von Nevers. Nachbargemeinden sind Guérigny im Norden, Vaux d’Amognes im Nordosten, Saint-Martin-d’Heuille im Osten, Coulanges-lès-Nevers im Süden, Varennes-Vauzelles im Westen und Parigny-les-Vaux im Nordwesten.

## Bevölkerungsentwicklung
| Urzy: Einwohnerzahlen von 1793 bis 2016                                                                                    | Urzy: Einwohnerzahlen von 1793 bis 2016 | Urzy: Einwohnerzahlen von 1793 bis 2016 | Urzy: Einwohnerzahlen von 1793 bis 2016 | Urzy: Einwohnerzahlen von 1793 bis 2016 |
| --- | --------------------------------------- | --------------------------------------- | --------------------------------------- | --------------------------------------- |
| Jahr |                                         |                                         |                                         | Einwohner                               |
| 1793 | 1793                                    |                                         | 496                                     | 496                                     |
| 1800 | 1800                                    |                                         | 507                                     | 507                                     |
| 1806 | 1806                                    |                                         | 614                                     | 614                                     |
| 1821 | 1821                                    |                                         | 517                                     | 517                                     |
| 1831 | 1831                                    |                                         | 817                                     | 817                                     |
| 1836 | 1836                                    |                                         | 891                                     | 891                                     |
| 1841 | 1841                                    |                                         | 990                                     | 990                                     |
| 1846 | 1846                                    |                                         | 1.083                                   | 1.083                                   |
| 1851 | 1851                                    |                                         | 1.190                                   | 1.190                                   |
| 1856 | 1856                                    |                                         | 1.240                                   | 1.240                                   |
| 1861 | 1861                                    |                                         | 1.386                                   | 1.386                                   |
| 1866 | 1866                                    |                                         | 1.441                                   | 1.441                                   |
| 1872 | 1872                                    |                                         | 1.402                                   | 1.402                                   |
| 1876 | 1876                                    |                                         | 1.421                                   | 1.421                                   |
| 1881 | 1881                                    |                                         | 1.379                                   | 1.379                                   |
| 1886 | 1886                                    |                                         | 1.392                                   | 1.392                                   |
| 1891 | 1891                                    |                                         | 1.346                                   | 1.346                                   |
| 1896 | 1896                                    |                                         | 1.490                                   | 1.490                                   |
| 1901 | 1901                                    |                                         | 1.546                                   | 1.546                                   |
| 1906 | 1906                                    |                                         | 1.523                                   | 1.523                                   |
| 1911 | 1911                                    |                                         | 1.453                                   | 1.453                                   |
| 1921 | 1921                                    |                                         | 1.381                                   | 1.381                                   |
| 1926 | 1926                                    |                                         | 1.266                                   | 1.266                                   |
| 1931 | 1931                                    |                                         | 1.292                                   | 1.292                                   |
| 1936 | 1936                                    |                                         | 1.186                                   | 1.186                                   |
| 1946 | 1946                                    |                                         | 1.136                                   | 1.136                                   |
| 1954 | 1954                                    |                                         | 1.159                                   | 1.159                                   |
| 1962 | 1962                                    |                                         | 1.181                                   | 1.181                                   |
| 1968 | 1968                                    |                                         | 1.093                                   | 1.093                                   |
| 1975 | 1975                                    |                                         | 1.035                                   | 1.035                                   |
| 1982 | 1982                                    |                                         | 1.441                                   | 1.441                                   |
| 1990 | 1990                                    |                                         | 1.733                                   | 1.733                                   |
| 1999 | 1999                                    |                                         | 1.847                                   | 1.847                                   |
| 2006 | 2006                                    |                                         | 1.828                                   | 1.828                                   |
| 2011 | 2011                                    |                                         | 1.815                                   | 1.815                                   |
| 2016 | 2016                                    |                                         | 1.802                                   | 1.802                                   |
| Quelle(n): EHESS/Cassini bis 1999, INSEE ab 2006 Anmerkung(en): Ab 1962 offizielle Zahlen ohne Einwohner mit Zweitwohnsitz |                                         |                                         |                                         |                                         |

## Sehenswürdigkeiten
- Schloss Les Bordes im 15. bis 17. Jahrhundert errichtet, seit 1946 in Teilen als Monument historique eingeschrieben, seit 1998 in weiteren Teilen
- Schloss Luanges im Stil der Neorenaissance im 19. Jahrhundert errichtet, seit 2008 in Teilen als Monument historique eingeschrieben
- Ehemaliges Schloss der Bischöfe von Nevers aus dem 17. Jahrhundert, seit 1927 in Teilen als Monument historique eingeschrieben, seit 1970 in weiteren Teilen klassifiziert, seit 1992 in weiteren Teilen eingeschrieben
- Kirche Saint-Denis aus dem 12. und 15. Jahrhundert, Glockenturm und Apsis seit 1927 als Monument historique eingeschrieben
- Ehemalige Schmiede Demeurs aus dem 16. Jahrhundert
- Ehemalige Schmiede Le Greux aus dem 16. Jahrhundert

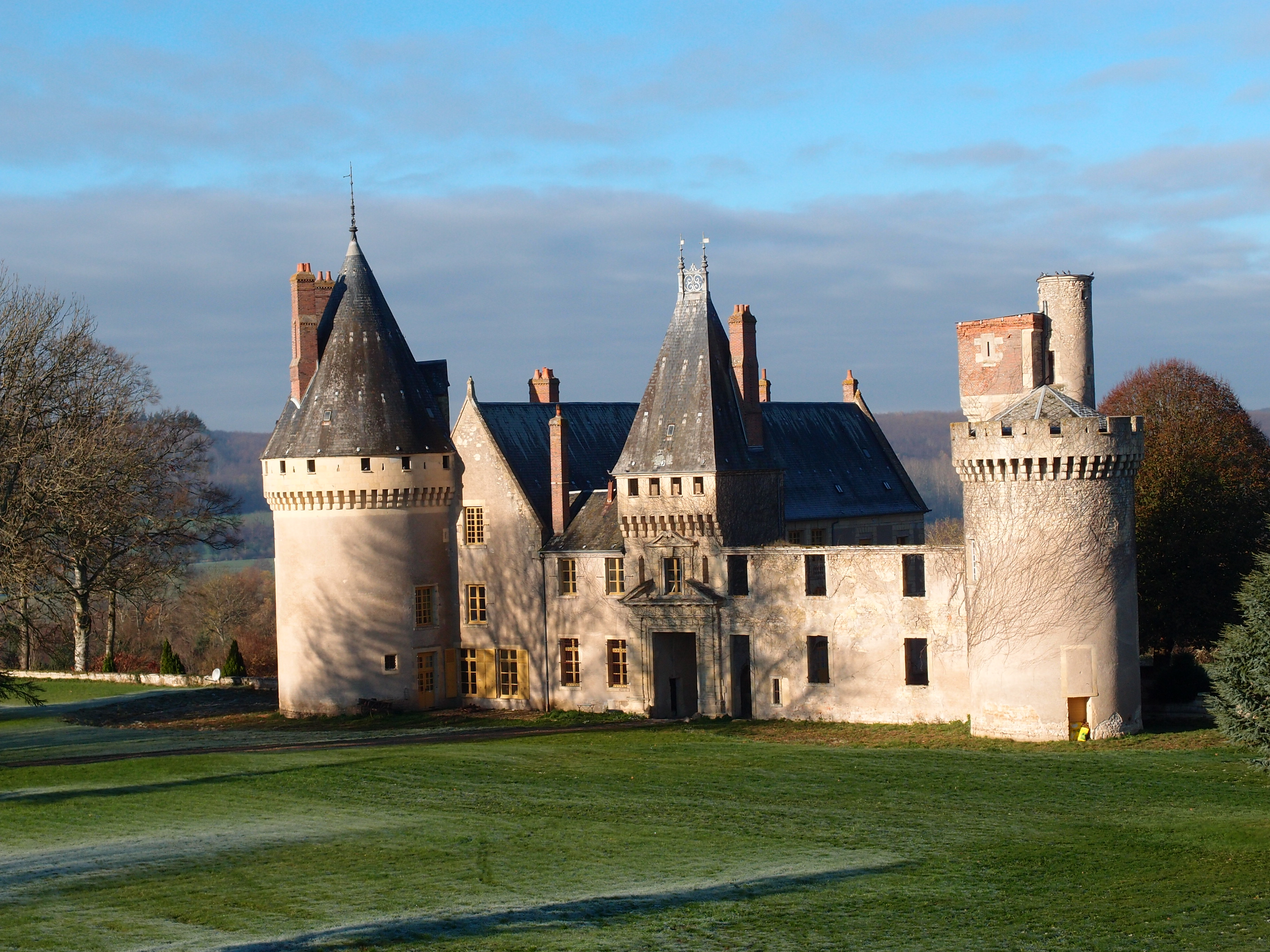
Schloss Les Bordes
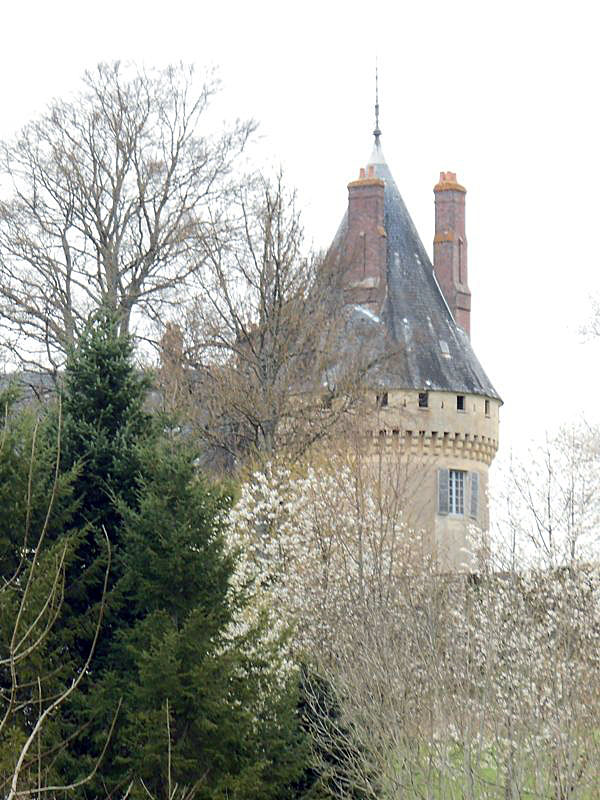
Schloss Luanges
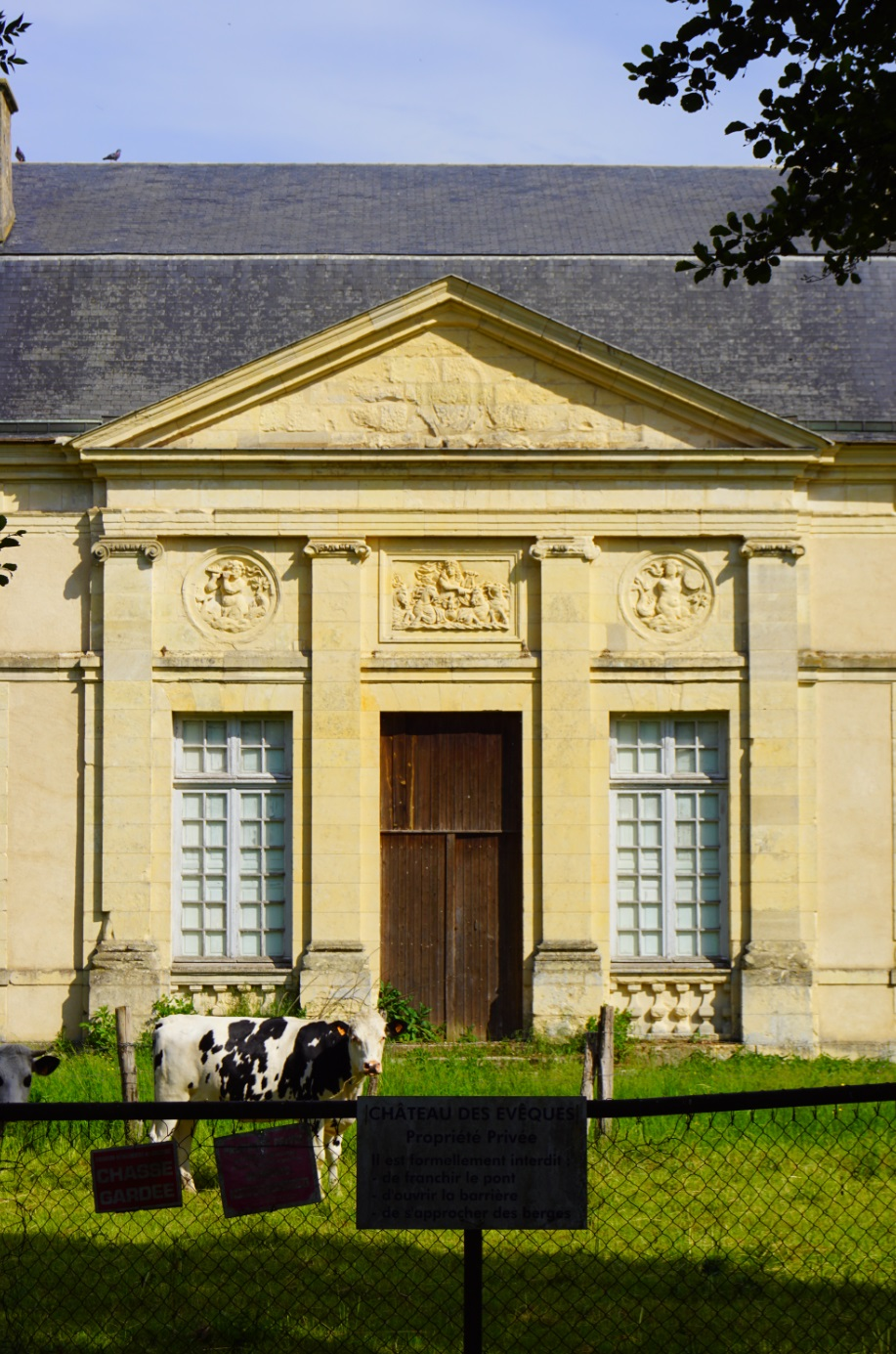
Ehemaliges Schloss der Bischöfe von Nevers

## Gemeindepartnerschaften
- Kamp-Bornhofen am Mittelrhein, Deutschland